# Lotus Cortina
Pour les articles homonymes, voir Cortina (homonymie).
La Lotus Cortina, de son vrai nom Ford Cortina Lotus, est une voiture sportive construite par Lotus Cars entre 1963 et 1966 à la demande de Ford Royaume-Uni pour participer aux Championnats britanniques des voitures de tourisme et au Championnat d'Europe des rallyes. Elle est dérivée de la Ford Cortina produite depuis 1962 et a été commercialisée par le réseau Ford.
Les caisses de Cortina étaient livrées par Ford Royaume-Uni à Lotus Cars qui s´occupait de la préparation de la caisse et de l´installation du moteur 1600cm3 dérivé du Ford Kent dans son usine de Cheshunt. Ce moteur est doté d´une culasse à double arbre à cames en tête développée par Lotus.
Il y a eu deux versions de la voiture, basées sur la Ford Cortina MkI de 1963 à 1966 puis sur la Ford Cortina MkII de 1966 à 1970.

## Victoires et podiums notables

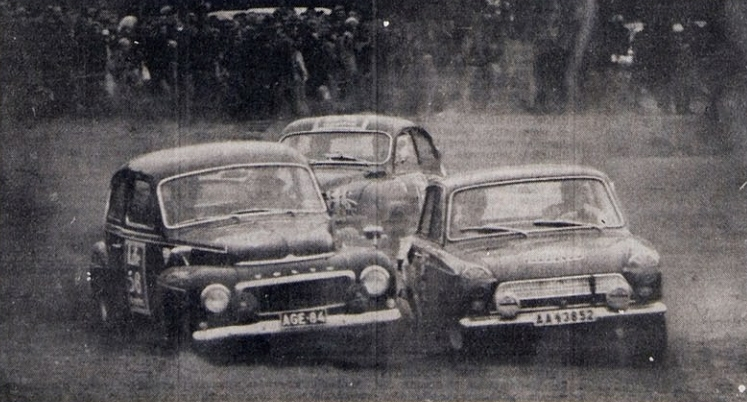
Bengt Söderström à droite, et sa Cortina GT au Rallye de Finlande 1964 (gauche:Volvo PV544).

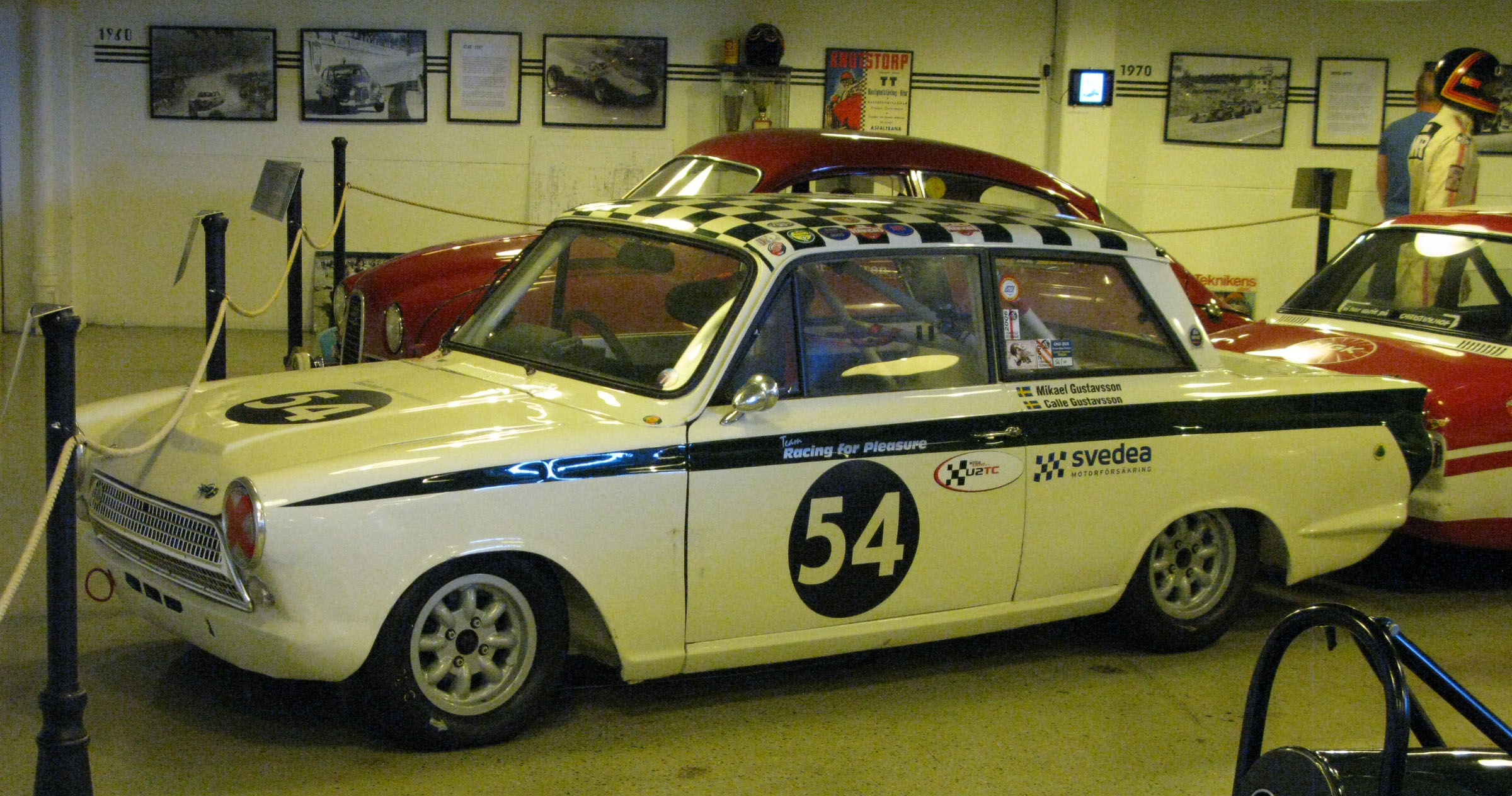
Ford Lotus Cortina de 1964.

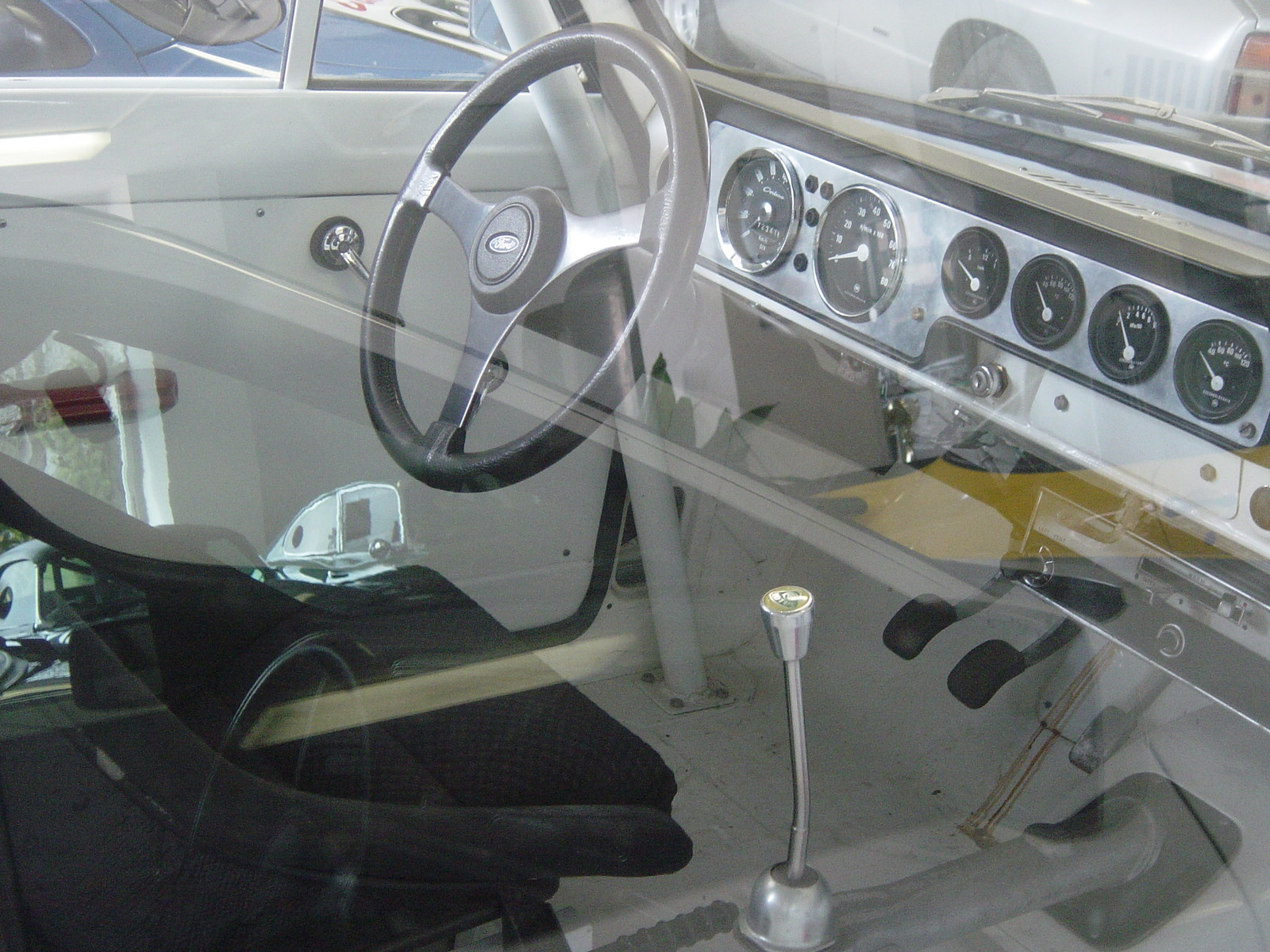
Le cockpit (Sports Car Museum Lány).

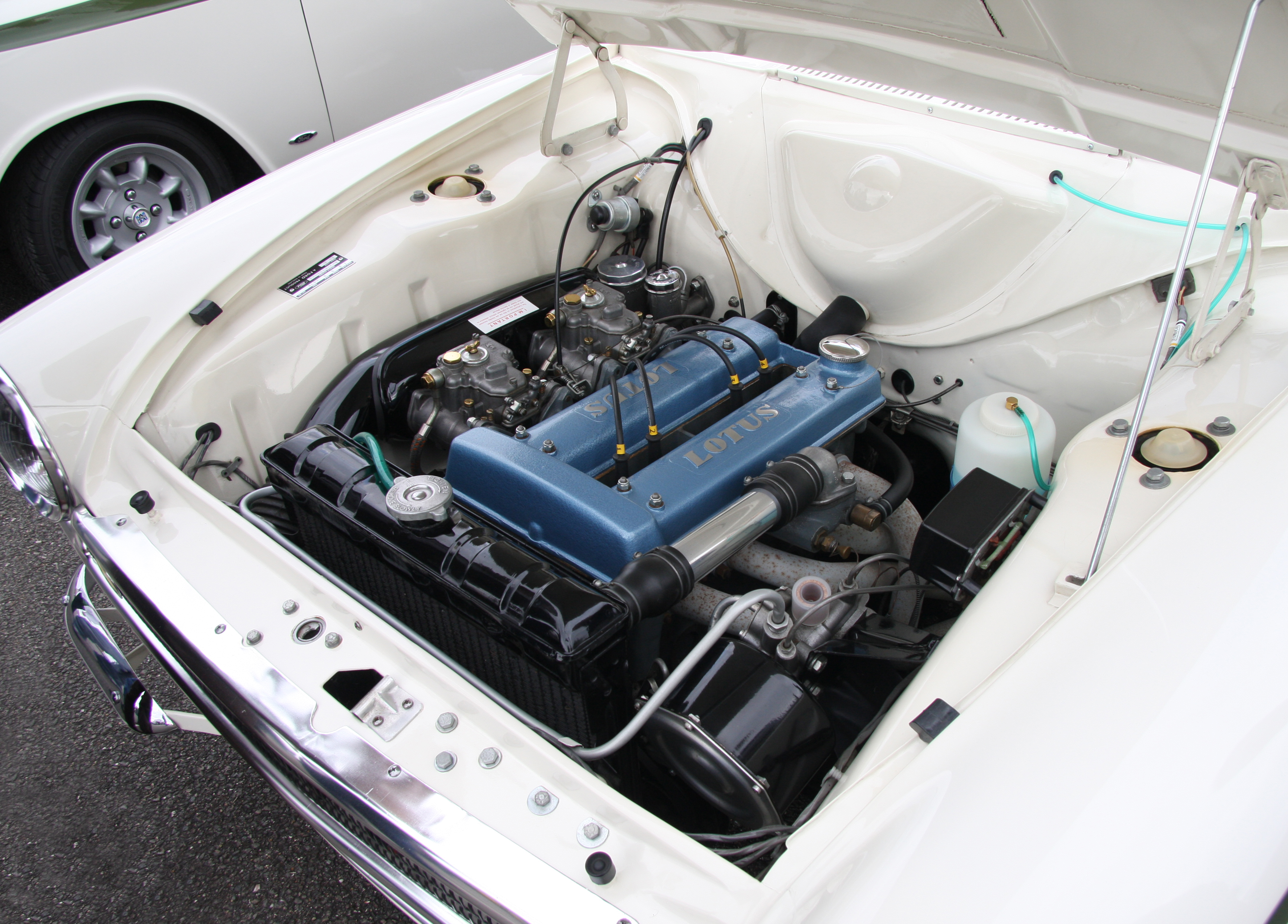
Le moteur Lotus de la Ford Cortina.

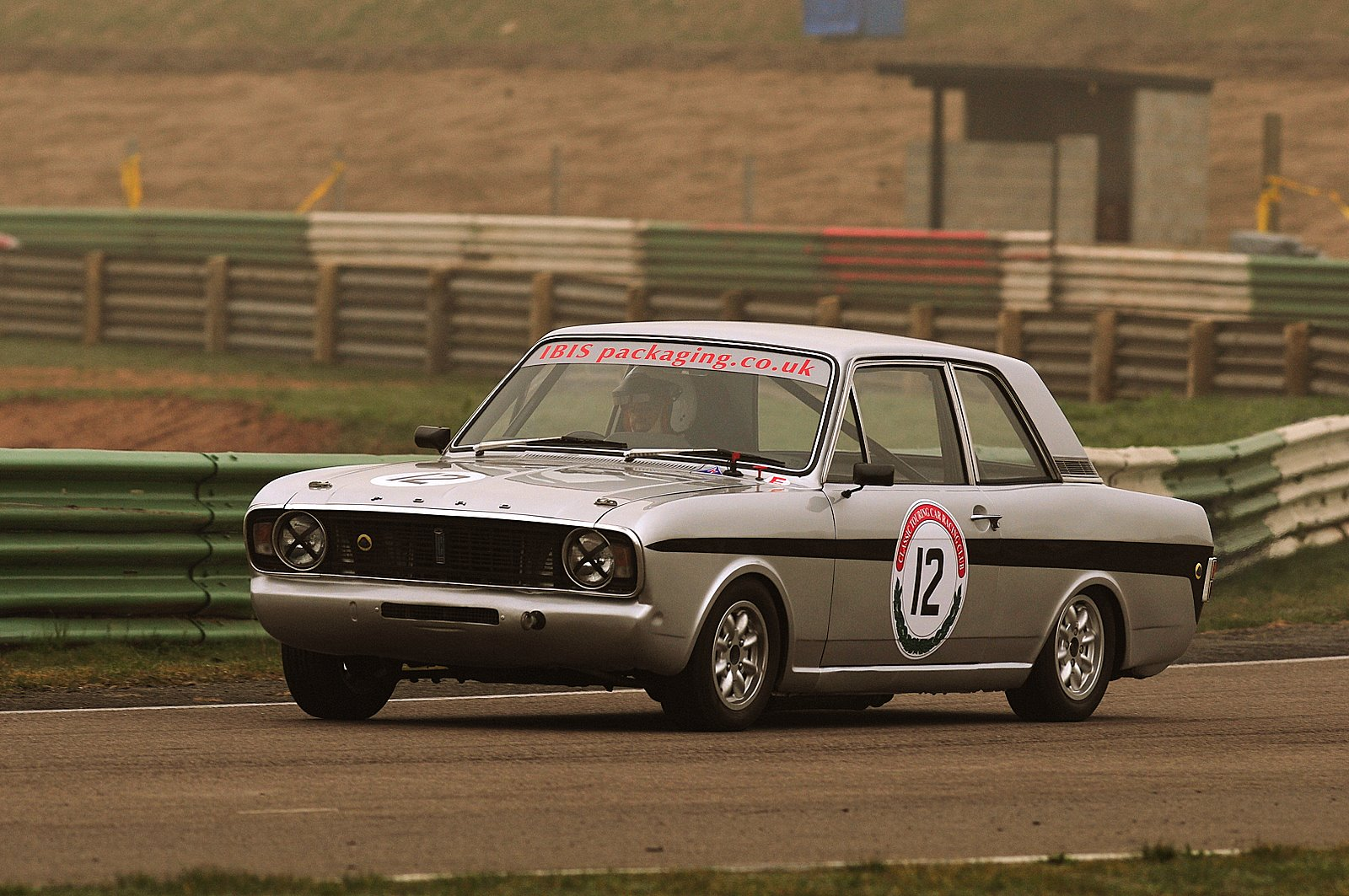
Une Lotus Cortina MkII.

### Rallyes
Titre

- Championnat d'Europe des rallyes :
  - Champion du Groupe 2 en 1967 (Bengt Söderström);
- Participation au titre de Champion d'Europe des Marques pour Ford en 1968, avec également la Ford Escort Twin Cam[1];

Victoires

- Une Coupe alpine à la Coupe des Alpes 1963, avec Henry Taylor et Brian Melia[2];
- Rallye Safari 1964, avec Peter J.C. Hughes (3e M.P.Armstrong)[3];
- Rallye des Asturies 1964, avec Luis Huerta;
- Rallye du Pays de Galles 1965, avec Bill Bengry, puis avec Roger Clark, car organisé à deux reprises cette année-là[4];
- Rallye d'Écosse 1965, avec Roger Clark;
- Rallye Gulf de Londres 1965, avec Roger Clark (3e Brian Melia);
- Canadian Shell 4000 Rally 1966, avec Paul McLennan (3e Roger Clark);
- Rallye de l'Acropole 1966, avec Bengt Söderström (2e Roger Clark);
- RAC Rally 1966, avec Bengt Söderström;
- Rallye de Suède 1967, avec Bengt Söderström;
- Canadian Shell 4000 Rally 1967, avec Roger Clark;
- Rallye Safari 1969, avec Robin Hillyar[5];
- Rallye de Nouvelle-Zélande 1971, avec Bruce Hodgson[6];

Victoires propres à Gilbert Staepelaere

- Tour de Belgique automobile: 1962 (copilote Meuwissen), 1966 (copilote Christiaens), 1967 (copilote André Aerts);
- Boucles de Spa: 1964 (copilote Meeuwissen), 1967 (copilote Christiaens, sur Ford Cortina GT);
- Rallye de Genève: 1966 (copilote André Aerts);
- Quatre-Vingt-Quatre Heures du Nürburgring: 1966 (coéquipier Jacky Ickx, alors âgé de 21 ans);
- Tour de Luxembourg: 1967 1er du Groupe 2 et en Tourisme (copilote A.Aerts - ce rallye ne présente pas de classement général);
- Rallye (12 Heures) d'Ypres: 1969 (copilote A.Aerts, sur Ford Cortina).

Autres podiums

- 2e du rallye du Pays de Galles 1969, avec Chris Sclater;
- 2e du Rallye Safari 1968, avec Peter Huth[7];
- 2e et 3e du Safari Rally 1967, avec Vic Preston  et Peter Hughes[8];
- 2e et 3e du circuit d'Irlande 1965, avec Vic Elford et Roger Clark;
- 2e du Rallye Safari 1966, avec Vic Preston;
- 2e du Circuit d'Irlande 1966, avec Brian Melia (3e Boyd);
- 2e du rallye des Tulipes 1966, avec Vic Elford;
- 2e du rallye Vlatva 1966, avec Bengt Söderström;
- 2e de la coupe des Alpes 1966, avec Roger Clark;
- 2e du rallye du Pays de Galles 1969, avec Chris Sclater[9];
- 3e du rallye du Pays de Galles 1964, avec Simister;
- 3e catégorie GT du rallye des Tulipes 1964, avec Henry Taylor;
- 3e du rallye de Suède 1964, avec Bengt Söderström;
- 3e du RAC rally 1964, avec Vic Elford;
- 3e du Rallye Safari 1965, avec Vic Preston;
- 3e du Canadian Shell 4000 Rally 1965, avec Henry Taylor;
- 3e du rallye Gulf de Londres 1967, avec Bengt Söderström;
- 3e du rallye de l'Acropole 1967, avec Bengt Söderström.

### Tourisme
Titres

- Championnat d'Europe des voitures de tourisme 1965 Div.2 (John Whitmore);
- Championnat britannique des voitures de tourisme :
  - Championnat britannique des voitures de tourisme 1963 (Jack Sears)
  - Championnat britannique des voitures de tourisme 1964 (Jim Clark)

Victoires notables

- Première édition de la Macau Guia Race en 1963 (Albert Poon, de Hong Kong);
- 6 Heures de Brands Hatch 1964 (ETCC);
- 6 Heures du Nürburgring 1965 (ETCC, Whitmore et Sears);
- 500 kilomètres de Snetterton 1965 (ETCC, Whitmore)
- Aspern 1966 (ETCC, Whitmore);
- Zolder 1966 (ETCC, Whitmore);
- 6 Heures de Brno 1966 (Stumpf et Pust);

### Courses de côte
Victoires de catégorie notables

- Course de côte du Mont Ventoux 1964 (Henry Taylor), Course de côte Saint-Ursanne - Les Rangiers 1964 (John Whitmore), Timmelsjoch 1964 (Whitmore), Mont Ventoux 1965 (Whitmore), Saint Ursanne 1965 (Ussi), Mont Ventoux 1966 (Whitmore), Eigental 1966 (Whitmore).